# Padeški Vrh
Padeški Vrh (Duits: Padeschberg of Patschenberg bei Rötschach) is een plaats in Slovenië en maakt deel uit van de gemeente Zreče in de NUTS-3-regio Savinjska. De plaats telde 146 inwoners op 1 januari 2020.